# Abursã Espandúnio
Abursã Espandúnio (em grego: Αβουρσαμ, Aboursam; em persa médio: ‘pwrs‘n, Apursām; em armênio: Ապրսամ, Aprsam) foi um nacarar (nobre armênio) da família Espandúnio, ativo entre o fim do reinado de Sapor IV (r. 415–420) e o começo daquele de Artaxias IV (r. 423–428).

## Nome
Abursã é a forma grega (em grego: Αβουρσαμ, Aboursam) do persa médio Apursã (em persa médio: ‘pwrs‘n, Apursām). Foi registrado em armênio como Apresã (Ապրսամ, Aprsam) e georgiano como Apre-Sami (აპრ-სამი, Ap’r-sami). Hračʻya Ačaṙyan propôs que possa estar associado ao termo *apursām, "bálsamo", que poderia ter sido recebido de empréstimo do assírio apūrsāmā.

## Vida
Quase nada se sabe sobre Apursã. Em 420, após o sassânida Sapor abandonar a Armênia para assumir o trono do Império Sassânida como xá em Ctesifonte após a morte de seu pai Isdigerdes I (r. 399–420), junta-se aos demais príncipes e seus exércitos para lutar contra as forças persas que ocupavam o país. Diz-se que foi ele quem matou o general persa. De acordo com Moisés de Corene, único a citar esses eventos, os armênios venceram, mas o país permanece em três anos de anarquia e grande confusão, arruinado e despojado. Ele também cita que impostos deixaram de ser pagos, estradas foram fechadas aos comuns e toda organização ficou em confusão e destruída.